# تامی لوکس

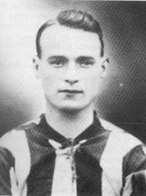
تامی لوکس

تامی لوکس (به انگلیسی: Tommy Lucas) بازیکن فوتبال زادهٔ ۲۰ سپتامبر ۱۸۹۵ اهل انگلستان که سابقهٔ بازی در تیم ملی فوتبال انگلستان را در کارنامهٔ خود دارد. وی در تاریخ ۲۲ اکتبر ۱۹۲۱ نخستین بازی ملی خود را در مقابل تیم ملی فوتبال ایرلند شمالی انجام داد و با حضور در ۳ بازی ملی، در تاریخ ۲۴ مه ۱۹۲۶ واپسین بازی ملی‌اش را در برابر تیم ملی فوتبال بلژیک برگزار کرد.